# Fire (album Electric Six)
Fire – debiutancki album Electric Six z 2003 roku. Promowały go kolejno single "Danger! High Voltage", "Gay Bar" i "Dance Commander".

## Spis utworów
1. "Dance Commander" – 2:37
2. "Electric Demons In Love" – 3:06
3. "Naked Pictures (Of Your Mother)" – 2:11
4. "Danger! High Voltage" – 3:34
5. "She's White" – 3:16
6. "I Invented the Night" – 3:17
7. "Improper Dancing" – 3:14
8. "Gay Bar" – 2:20
9. "Nuclear War (On the Dance Floor)" – 1:16
10. "Getting Into the Jam" – 2:14
11. "Vengeance And Fashion" – 2:46
12. "I'm The Bomb" – 4:18
13. "Synthesizer" – 4:00
14. "Don't Be Afraid of the Robot" – 1:40 *
15. "Remote Control (Me)" – 2:21 *
16. "I Lost Control of My Rock & Roll" – 1:47 *

*Na japońskiej edycji albumu

## Twórcy
- Dick Valentine – wokal
- The Rock-N-Roll Indian – gitara
- Surge Joebot – gitara
- Disco – gitara basowa
- M. – perkusja